# Serpente de faraó

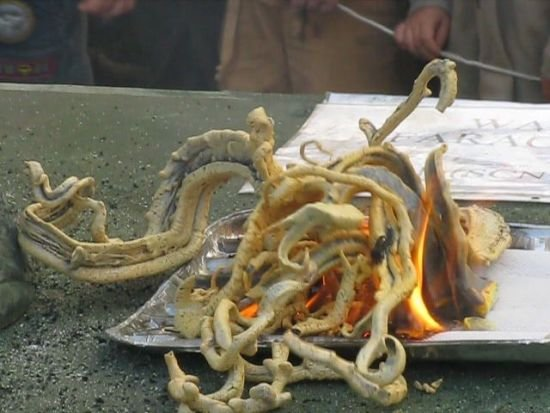
Serpente de faraó

Serpente de faraó é um tipo de fogo de artifício. Nesses fogos, depois de se acender uma pequena porção, o produto começa a esfumaçar e cinzas, em forma semelhante a serpentes, são expelidas. Esses fogos permanecem no solo e não emitem explosões, faíscas, sons ou lançamento de projéteis, mas podem liberar fumaça.
Bicarbonato de sódio com açúcar são compostos químicos comumente usados nesse tipo de fogo de artifício. Outros produtos são misturas nitradas de óleo de linhaça e naftalinas".
A versão mais tradicional de serpente de faraó produz uma "cobra" mais visualmente marcado, mas usa tiocianato de mercúrio, que não é mais utilizado devido a sua alta toxicidade.